# Mistborn: Il Pozzo dell'Ascensione
Mistborn: Il Pozzo dell'Ascensione è il secondo romanzo della saga di Mistborn, scritto da Brandon Sanderson.

## Trama
Già un anno è passato dalla morte del Lord Reggente e dalla caduta dell'Ultimo Impero.
Nel caos che ne è seguito, Elend Venture ha preso il trono, circondandosi dei membri della banda di Kelsier, e ha realizzato un programma di riforme che ha concesso agli skaa numerosi diritti e ha permesso addirittura l'affermarsi di un parlamento liberamente eletto. Tuttavia la sua autorità non è mai riuscita ad estendersi oltre i confini della Dominazione Centrale. Straff Venture, il conquistatore e tiranno della Dominazione Settentrionale, nonché suo padre, è sceso ad assediare Luthadel per ricordargli quanto fossero precari i risultati a cui Kelsier e la sua banda avevano lavorato così duramente per ottenere.
Fortunatamente Breeze, inviato come spia nella Dominazione Occidentale, riesce a persuadere Re Ashweather Cett ad attaccare a sua volta Luthadel, creando così uno stallo militare: nessuno dei due assedianti può attaccare e prendere la città senza subire perdite e venire inevitabilmente sopraffatto alle spalle dal rivale.
Vin nel frattempo, per proteggere la vita di Elend è stata costretta sia a vedersela con Misting assassini di ogni tipo, inviati dai tiranni delle altre dominazioni, sia con il misterioso Osservatore, un Mistborn che per mesi non ha fatto altro che rimanere spettatore dei suoi scontri o a limitarsi a testare la sua bravura nella varie discipline allomantiche. Come risultato, la scorta di Atium della ragazza si è infine esaurita ma in compenso è riuscita a scoprire un nuovo metallo allomantico chiamato duralluminio, che le ha permesso di mantenere un vantaggio sugli altri allomanti.
La gioia del ritorno di Breeze a Luthadel viene offuscata da una notizia terribile: all'interno del palazzo di Elend vengono ritrovate le ossa di un uomo. OreSeur, il kandra di Vin, stabilisce che sono state nascoste da settimane e che quindi molto probabilmente, uno dei tiranni è riuscito ad infiltrare a corte un altro membro della sua specie da usare come spia.
Sazed, invece, una volta riuscito nell'impresa di sconfiggere il Lord Reggente, ha deciso di completare la sua missione di Custode. Si è quindi recato nella Dominazione Orientale per restituire alle genti le scienze e gli insegnamenti perduti. Durante i suoi viaggi il feruchemista sentirà strane voci a proposito delle Nebbie: pare che in diversi luoghi permangano sempre di più durante il giorno, mentre in altri sono arrivate addirittura ad uccidere. In seguito il Custode viene contattato da Marsh, il fratello di Kelsier, che gli comunica che la Canonica di Seran, una roccaforte del Culto d'Acciaio, è stata abbandonata dai suoi occupanti. I due viaggeranno fin lì, cogliendo l'occasione irripetibile per perquisirla, e scopriranno la tavola d'acciaio di Kwaan, di cui Sazed farà un calco per studiarla a Luthadel. Mentre è di ritorno in città, incrocia sulla sua strada un'armata di Koloss, mostri barbarici e privi di umanità e principi, controllati da Jastes Lekal, tiranno della Dominazione Meridionale. Essi si stanno recando a nord pronti ad assediare la ex-capitale dell'impero.
Assediata da ben tre eserciti, Luthadel cade in subbuglio. Elend viene detronizzato dall'Assemblea, diventando vittima delle stesse leggi che ha scritto; il giovane, nelle elezioni per il nuovo Re, entra in competizione con Lord Penrod e Re Cett, uno dei tiranni invasori. Mentre Vin cerca, senza successo, la spia di Straff, Sazed e la sua compagna Custode Tindwyl, studiano lo scritto di Kwaan: vengono così a conoscenza che il saggio ha tradito il suo amico Alendi perché convinto che egli prendesse per sé il potere del Pozzo dell'Ascensione, anziché rilasciarlo al mondo come stabilito dalle profezie. I suoi timori erano tali che ordinò a suo nipote Rashek, il futuro Lord Reggente, di uccidere Alendi nel caso non fosse riuscito a trovare un modo per fermarlo.
Nei giochi politici che seguono, Elend, nonostante molti sforzi, non riesce a riconquistare il trono e quest'ultimo finisce nelle mani di Penrod: nel giorno dell'incoronazione, un gruppo di assassino tentano di uccidere i delegati. Vin attribuisce la paternità dell'attentato a Cett e scatena la sua furia.
Da tempo la ragazza infatti sta vivendo una profonda crisi interiore: da una parte ha scoperto che le Nebbie sono diventate ostili a lei e che uno strano spirito carico di odio si annida in esse, scrutando il Mistborn da lontano; dall'altra, la ragazza è tormentata ogni giorno da potenti pulsazioni allomantiche, provenienti presumibilmente dal Pozzo dell'Ascensione, che già mille anni prima avevano asfissiato anche Alendi; come se non ciò non bastasse Vin ha iniziato a fraternizzare con l'Osservatore. Egli non è altri che Zane, il fratellastro di Elend, un Mistborn malato di mente al servizio di Straff Venture che sta tentando di sedurre la ragazza per fuggire via con lei, lontano da politica, guerre e tiranni.
Vin, spinta da Zane, attacca il palazzo dove Cett era ospite ed uccide centinaia di soldati. La sua frenesia assassina si ferma solo dinanzi allo stesso Cett, non riuscendo proprio ad infierire su un vecchio paraplegico. Il tiranno decide di lasciare la città e abbandonare l'assedio.
A sorpresa anche Straff Venture si ritira dalla città. Il piano è semplice e pratico: egli lascerà la metropoli in balia dei koloss di Jastes Lekal e solo in un secondo momento, quando sia i difensori che gli attaccanti fossero stati sufficientemente indeboliti e spossati, sarebbe tornato, accolto come un salvatore dalla popolazione. Prima di questa mossa, Straff tenta di sbarazzarsi del suo instabile figlio, ma ovviamente i sicari non riescono nell'impresa. Zane, anziché vendicarsi, abbandona per sempre il padre e decide di andare da Vin e di convincerla a partire con lui. La ragazza rifiuta, e il Mistborn decide di attaccarla; si scopre così che Zane fino a quel momento non aveva fatto altro che manipolare Vin, fino a indurre il suo kandra TenSoon ad uccidere un suo simile –OroSeur- e prendere le sue sembianze per servire come spia. Lo scontro volge al peggio per Vin e a nulla serve il cambio di fronte di TenSoon che era rimasto colpito dalla lealtà e dalla dolcezza della sua padrona. Alla fine la ragazza riesce ad eliminare il suo aggressore riuscendo nell'impresa di neutralizzare i poteri dell'Atium con i suoi riflessi e la sua scaltrezza.
Con l'attacco dei Koloss alle porte, Sazed e gli altri membri della banda, si mettono d'accordo per allontanare dalla città, praticamente condannata, sia Elend che la sua consorte. Il Custode prepara allora per Vin una falsa mappa del Pozzo dell'Ascensione, ben sapendo di riuscire in questo modo ad alimentare le sue convinzioni di essere il tanto profetizzato Campione delle Ere.
Lungo la strada, Vin si accorge però che le pulsazioni anziché intensificarsi, come era lecito aspettarsi, vanno via via indebolendosi; si accorge così dell'inganno di Sazed e torna immediatamente a Luthadel, ormai certa che il Pozzo si trovi nascosto proprio sotto l'ex-capitale dell'impero.
Il Mistborn trova la metropoli a ferro e fuoco e ancora preda dei Koloss; durante la battaglia non solo salva Sazed dalla morte, ma riesce anche a controllare l'orda dei mostri con l'allomanzia e a fermare definitivamente tutti i saccheggi. Successivamente, quando all'orizzonte compare l'esercito di Straff Venture, Vin decide di sbarazzarsi di lui una volta per tutte. La morte del padre di Elend, e dei suoi generali, induce Lord Cett, Lord Penrod e Lord Janarle, ultimo alto ufficiale sopravvissuto dell'esercito di Straff a giurare fedeltà a Vin e ad Elend.
Con suo marito imperatore e la minaccia della guerra finalmente finita, Vin decide di dedicarsi alla ricerca del Pozzo dell'Ascensione. Seguendo le pulsazioni, ella arriva a Kedrik Shaw insieme ad Elend, e qui, nella stessa sala dove l'anno prima aveva rubato il diario di Alendi, trova una porta segreta, che la fa accedere ad un complesso di grotte.
Dinanzi al pozzo tuttavia si verifica una tragedia: lo spirito di nebbia infatti appare nella sala ferendo a morte Elend. Vin s'immerge immediatamente nel potere del pozzo e durante la trascendenza si trova a dover decidere se tenerlo per sé e curare così il marito o rilasciarlo al mondo. Con spirito altruistico, Vin libera il potere e commette così un errore fatale: nel momento in cui lo rilascia, un'entità esulta per la sua libertà e fugge dal Pozzo dell'Ascensione. Lo spirito di nebbia ordina a Vin di far ingoiare ad Elend un pezzo di metallo nelle vicinanze e la ragazza, in preda alla disperazione, obbedisce: l'uomo non solo si riprende completamente ma diventa persino un Mistborn!
Nell'epilogo tutto diventa chiaro: Sazed torna alla Canonica di Seran e legge le vere parole di Kwaan: egli aveva deciso di tradire Alendi, suo amico e protetto, non perché temeva il suo egoismo, bensì per il suo altruismo. L'animo nobile di Alendi avrebbe condannato l'umanità, rilasciando il potere del pozzo, e liberando la “Cosa” lì imprigionata da tempo immemore. Il saggio aveva deciso di lasciare le sue parole nell'acciaio proprio perché aveva scoperto che l'entità era capace di manipolare gli scritti: era così, manipolando le antiche profezie, che la creatura aveva ingannato Kwaan e gli altri saggi.

## Personaggi
- Elend Venture
- Vin
- Sazed
- Ladrian Breeze
- Ham
- Dockson
- Claudent Clubs
- Spook
- Tindwyl
- Zane
- Straff Venture
- TenSoon
- Ashweather Cett